# Cynic
Cynic (englisch für „Kyniker“) ist eine US-amerikanische Progressive-Metal-Band aus Florida, die im Laufe ihrer Karriere vielfältige musikalische Transformationen verarbeitet und diverse Stilkreuzungen entwickelt hat. So finden sich im Kanon ihrer Musik verschiedene Einflüsse aus Thrash Metal, Technical Death Metal, Fusion, Progressive Metal und Artrock wieder. Als Schlüsselwerk von Cynic gilt das 1993 veröffentlichte Album Focus, das vor allem durch das Wechselspiel zwischen gutturalem Gesang und einer durch Vocoder-Effekte verfremdeten Gesangsstimme auffiel.

## Geschichte

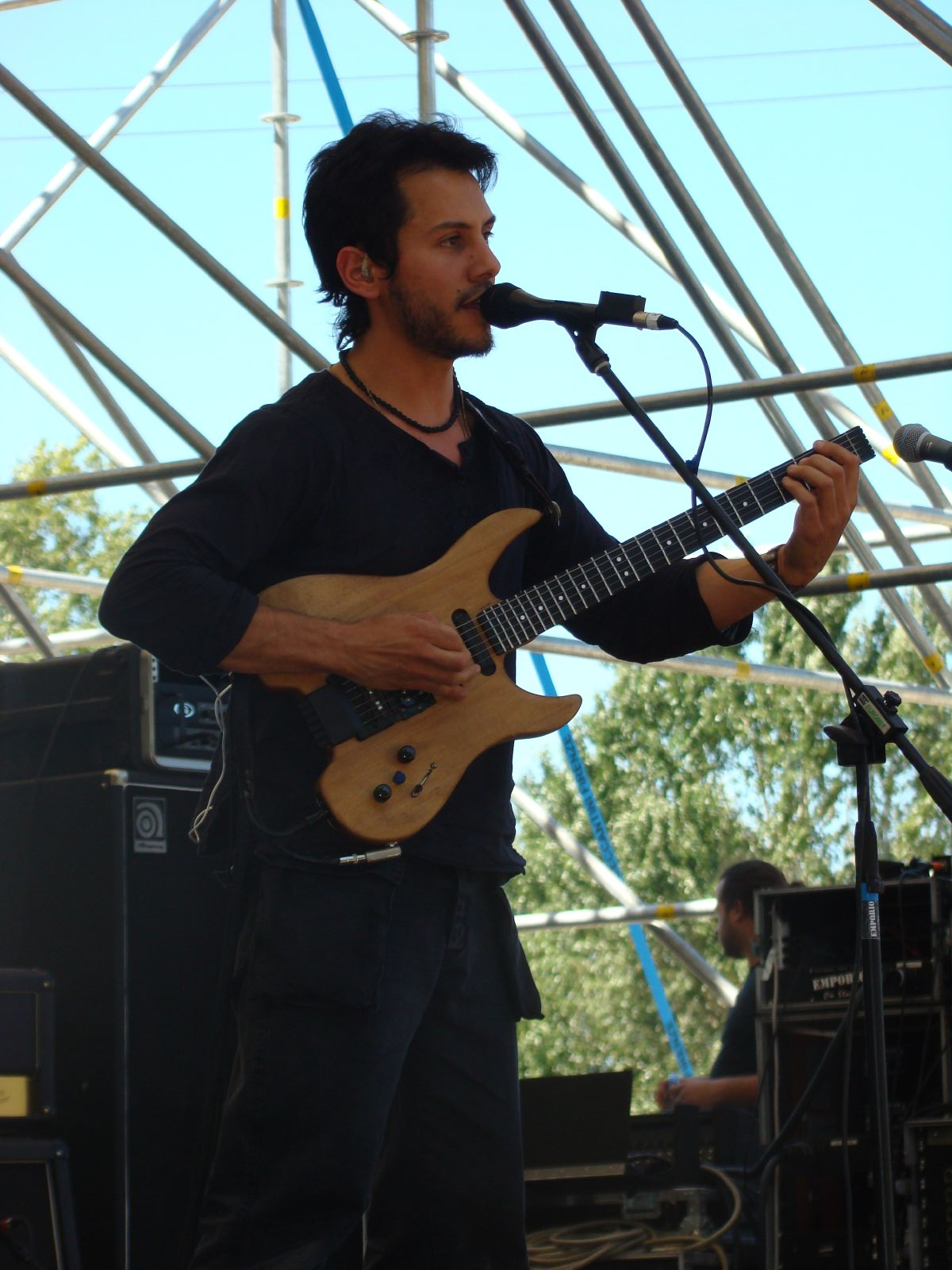
Paul Masvidal auf dem Evolution Festival 2007 in Florenz.

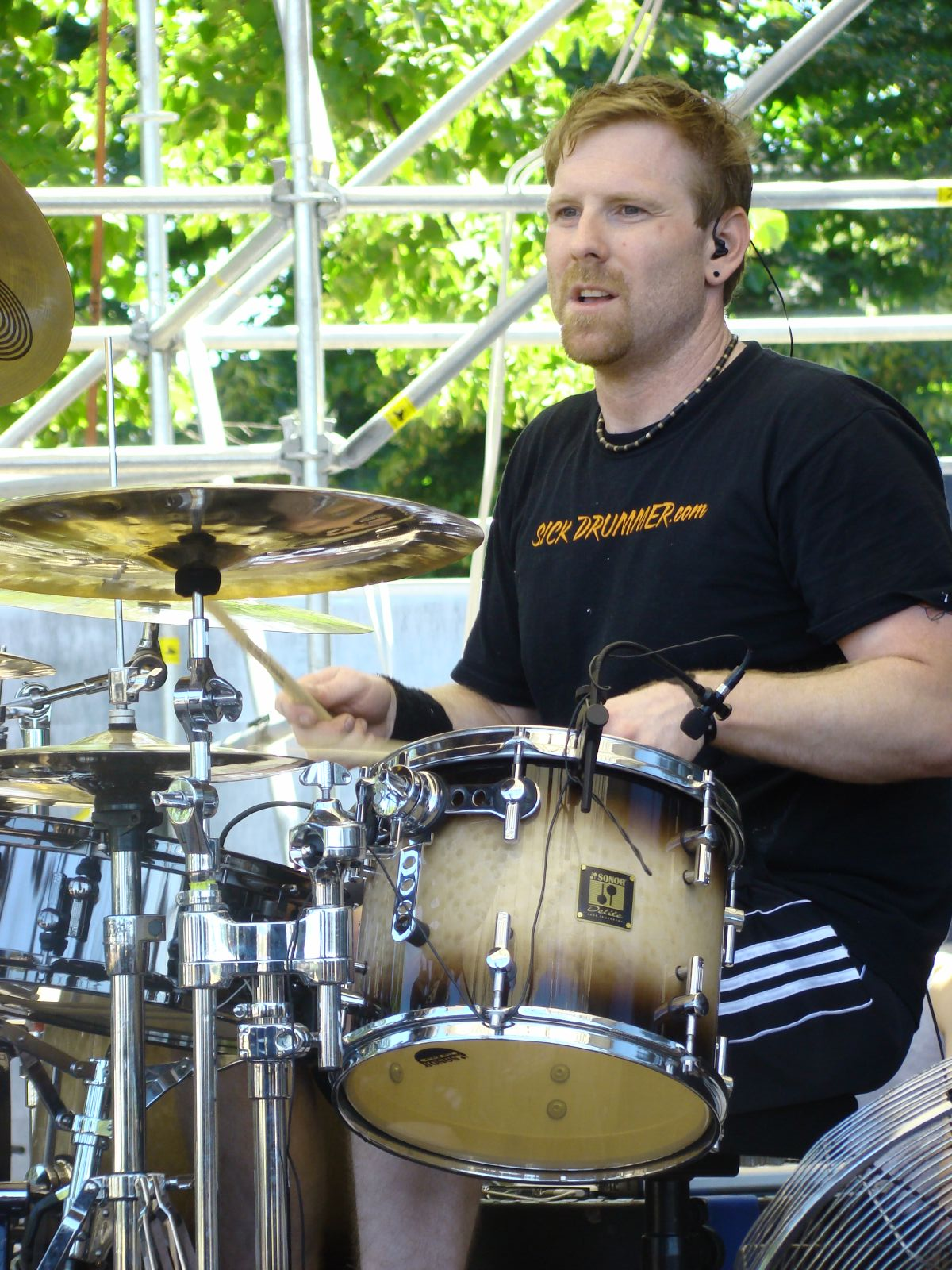
Sean Reinert auf dem Evolution Festival 2007.

Die Band wurde im November 1987 von Paul Masvidal (Gitarre) und Sean Reinert (* 1972 – † 24. Januar 2020) (Schlagzeug) gegründet. In den Anfangsjahren konzentrierte man sich musikalisch auf einen Thrash- und Death Metal orientierten Kompositionsstil, der nach eigenen Angaben von Gruppen wie Metallica, Slayer, Kreator, Destruction und Dark Angel inspiriert wurde. Bis 1991 wurden insgesamt vier Demoaufnahmen veröffentlicht.
Ursprünglich war die Einspielung ihres Debüt-Albums Focus bereits 1991 geplant, nachdem die Aufnahmen zu Deaths Album Human, an denen Masvidal und Reinert maßgeblich beteiligt waren, abgeschlossen wurden. Zunächst entschieden sich die beiden Musiker dafür Chuck Schuldiner auf der Europa-Tour von Death zu unterstützen, um sich im Oktober 1992 auf die Studioaufnahmen eines eigenen Albums zu konzentrieren. Im August zerstörte Hurrikan Andrew das Haus vom Gitarristen Jason Gobel, wo sich ein Großteil des Equipments der Band befand. So konnte erst im März 1993 mit Aufnahmen begonnen werden, obwohl Bassist Tony Choy zu Atheist wechselte. Am 14. September 1993 erschien schließlich Focus, welches sich musikalisch deutlich von allen vorherigen Veröffentlichungen unterschied. Durch die Anreicherung ihrer Musik mit Elementen des Jazz Fusion, erlangten sie auch einen gewissen Bekanntheitsgrad außerhalb der Death-Metal-Szene. Cynic arbeiten auf dem Album darüber hinaus mit zwei kontrapunktischen Gesangsstimmen, wobei gutturaler Gesang mit einer klar gesungenen, durch einen Vocoder verzerrten Stimme, konzertiert.
Zu Promotionszwecken folgte eine Europa-Tournee, als Support von Pestilence. Tony Teegarden unterstützte sie dabei als zweiter Sänger und Keyboarder. Anfang 1994 spielten Cynic das erste Mal seit etwa zwei Jahren einige Konzerte in Amerika. Im Sommer folgte eine komplette Amerika Tour mit Cannibal Corpse.
Nach dem Ausstieg von Sean Malone 1994 löste sich Cynic auf. Die drei verbliebenen Mitglieder gründeten zunächst das kurzlebige Projekt Portal, mit der sie sich vom technischen Death Metal lösten und die Sängerin Aruna Abrams die Hauptgesangsstimme übernahm. Die lediglich als Demo entstandenen Aufnahmen wurden erst 2012 als The Portal Tapes unter dem Namen Cynic offiziell veröffentlicht. Daraufhin gingen die Musiker zunächst getrennte Wege, erschienen aber immer wieder, zumindest teilweise vereinigt, auf Alben von Aghora und Gordian Knot. Paul Masvidal und Sean Reinert gründeten ein weiteres kurzlebiges Projekt mit dem Namen Æon Spoke, das sich dem Progressive Rock annäherte.
2007 fand eine Reunion statt, wobei Cynic einige Konzerte auf europäischen Festivals und eine kleine Europatournee spielte. Neben den Gründungsmitgliedern Masvidal und Reinert spielten dabei Chris Kringel (Cynic-Tourbassist und Mitglied von Portal) und David Senescu (Gitarre). 2008 spielten sie unter anderem auf dem Wacken Open Air und das zweite Album Traced In Air erschien im Herbst 2008, das auf der musikalischen Entwicklung von Focus aufbaut. Im Dezember waren Cynic in Europa live als Support von Opeth zu sehen.
Die am 27. Mai 2010 erschienene EP Re-Traced beinhaltet vier neu aufgenommene Lieder aus dem Album Traced In Air und ein neu komponiertes Stück. Der musikalische Stil der EP entfernt sich dabei erneut weiter von den reinen Death Metal Wurzeln der Gruppe.
Die EP Carbon-Based Anatomy wurde am 11. November 2011 veröffentlicht, das auf der musikalischen Entwicklung der Re-Traced EP aufbaut. Im Dezember folgte eine Europa-Tour mit Chimp Spanner, bei der Brandon Giffin, der als Gründungsmitglied von The Faceless bekannt wurde, den Bass und Max Phelps die zweite Gitarre sowie den Backgroundgesang übernahm.
2014 erschien das dritte Studioalbum Kindly Bent to Free Us das lediglich in Triobesetzung von Masvidal und Reinert mit Sean Malone am Bass aufgenommen wurde. Auf dem Album verzichtete man nun vollständig auf jeglichen gutturalen Gesang und stimmliche Vocoder-Effekte. Im gleichen Jahr outeten sich Paul Masvidal und Sean Reinert beide als homosexuell. Sie bekamen unter anderem großen Zuspruch von Rob Halford, der sich selbst 1998 outete.

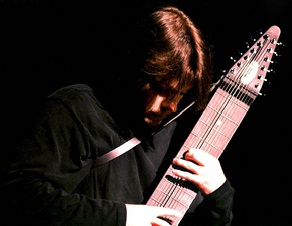
Sean Malone mit einem Chapman Stick im Jahr 2005.

Im Jahr 2017 wurde eine klang-technisch aufgearbeitete Sammlung aller Demoaufnahmen aus den Jahren 1988 bis 1991 unter dem Titel Uroboric Forms - The Complete Demo Recordings 1988–1991 veröffentlicht. Sean Reinert hat im Dezember 2017 offiziell seinen Ausstieg verkündet, nachdem er sich mit Paul Masvidal über die Rechte am Namen von Cynic einigte. Bereits zwei Monate zuvor hatte Reinert über Facebook die Beziehung der beiden Musiker als „vergiftet“ beschrieben. Sein letztes Konzert mit Cynic fand im September 2015 in Japan statt. Seine Nachfolge tritt Matt Lynch an, mit dem 2018 die Single Humanoid im Internet veröffentlicht wurde.
Sean Reinert wurde am 24. Januar 2020 von seinem Lebensgefährten in Kalifornien im Alter von 48 Jahren tot aufgefunden. Als Todesursache wurde Herzversagen bekannt gegeben. Im Alter von 50 Jahren verstarb Sean Malone ebenfalls im Jahr 2020, was Paul Masvidal am 9. Dezember 2020 in sozialen Medien vermeldete. Im Spätsommer 2021 gab Paul Masvidal bekannt, dass sich Sean Malone nach dem Tod von dessen Mutter und von Sean Reinert während der Corona-Pandemie zunehmend in Depressionen verlor und zurückzog, bevor er Selbstmord beging.
Cynic veröffentlichen im November 2021 in der Besetzung Paul Masvidal (Gitarre, Keyboard, Gesang), Dave Mackay (Bass) sowie Matt Lynch (Schlagzeug) ein neues Album mit dem Titel Ascension Codes, zu dem im Vorhinein die Single Mythical Serpents mit einem Animationsvideo im Internet angeboten worden ist.

## Diskografie
- 1988: Demo
- 1989: Reflections of a Dying World (Demo)
- 1990: Demo
- 1991: Demo 1991 Roadrunner Records
- 1993: Focus
- 2008: Traced in Air
- 2010: Re-Traced (EP)
- 2011: Carbon-Based Anatomy (EP)
- 2012: The Portal Tapes
- 2014: Kindly Bent to Free Us
- 2017: Uroboric Forms - The Complete Demo Recordings 1988–1991
- 2018: Humanoid (Single)
- 2021: Ascension Codes
- 2022: Ascension Codes (Instrumental)
- 2023: ReFocus